# Riksdagen 1611
Riksdagen 1611 ägde rum i Nyköping.
Den 30 oktober 1611 avled Karl IX. En riksdag sammankallades därefter till Nyköping den 1 december, men först den 10 var alla samlade och riksdagen kunde öppnas.
Riksdagen bekräftade arvsordningen och antog Gustav II Adolf till tronföljare. Den 16 december överlämnade hertig Johan regentskapet, han innehaft efter Karl IX död, till Gustav Adolf, som även av riksdagen förklarade myndig att regera fast han som 18-åring inte uppnått myndighetsåldern 24.
Riksdagen avslutades den 1 januari 1612.